# Ivan Avilski
Sveti Ivan Avilski (Almodóvar del Campo, 6. siječnja 1500. – Montilla, 10. svibnja 1569.), španjolski katolički svećenik, propovjednik, mistik, skolastički teolog, svetac i crkveni naučitelj.

## Životopis
Rođen je u plemićkoj obitelji u Kastilji. Počeo je studirati pravo u Salamanci, ali je ubrzo prešao na Sveučilište u Alcali de Henares, gdje je diplomirao teologiju i filozofiju. Ostao je bez roditelja, kada je još bio student. Zaređen je za svećenika 1525. Svoju mladu misu služio je u crkvi, gdje su pokopani njegovi roditelji. Svoj imetak podijelio je siromasima.
Godine 1527., planirao je otići u Meksiko kao misionar. No, biskup Sevilje angažirao ga je kao propovjednika, da oživi vjernički život u Andaluziji. Njegov žar i vještina propovijedanja postali su općeprepoznati, čime je pobudio zanimanje mnogih. Propovijedio je na sporovodu kraljice Izabele Portugalske, supruge Karla I. Španjolskog, 17. svibnja 1538. Na sprovodu je prisustvovao i sv. Franjo Borgia, koji je tada bio u kraljevskoj službi, a kasnije je postao isusovac, među ostalim i zbog naduhnute propovijedi sv. Ivana Avilskoga.
Dao je velik doprinos duhovnoj redovničkoj obnovi u Španjolskoj. Bio je prijatelj sv. Ignacija Lojolskog, osnivača isusovačkog reda. Pomogao je širenju isusovaca u Španjolskoj. Podržao je sv. Tereziju Avilsku u njenom radu na reformi ženske grane karmelićanskog reda. Također je podržao i sv. Ivana od Boga, kada je ovaj osnivao redovničku zajednicu za pomoć u bolnicama. Osnovao je nekoliko učilišta za obrazovanje mladih. Bio je prvi rektor novoosnovanog Sveučilišta u Baezi, kojeg je osnovao papa Pavao III. Sv. Ivan bio je tako dobar rektor, da je Sveučilište postalo uzor za druge slične isusovačke obrazovne ustanove. Bio je autor brojnih vrijednih kršćanskih književnih djela. Najpoznatije djelo je "Audi Fili", jedno od najboljih ikad napisanih djela o kršćanskoj perfektnosti. Ističe se i djelo "Duhovna pisma".
Papa Pavao VI. proglasio ga je svetim 31. svibnja 1970. Papa Benedikt XVI. proglasio ga je crkvenim naučiteljem 7. listopada 2012. Slavi se 10. svibnja.